# Melancholia
「Melancholia」(メランコリア）は、2016年5月4日より配信を開始した鈴木雅之の5曲目の配信限定シングル。

## 解説
松任谷由実による書き下ろし楽曲で、東海テレビ制作・フジテレビ系列オトナの土ドラ『火の粉』エンディング・テーマとなっている。2016年7月13日発売のアルバム『dolce』に収録された。

## 収録曲
1. Melancholia
  - 作詞・作曲：松任谷由実、編曲：THOM HAWKE、ストリングス・アレンジ：鳥山雄司[2]